# Winnie
Winnie – jednostka osadnicza w Stanach Zjednoczonych, w stanie Teksas, w hrabstwie Chambers.